# Football Club Monthey
Il Football Club Monthey è una società calcistica svizzera, con sede a Monthey, nel Canton Vallese. Milita nella 1ª Lega, la quarta divisione nazionale. Ha militato per una stagione (1930-1931) nella massima serie.

## Palmarès

### Competizioni interregionali
- Seconda Lega interregionale: 1

2020-2021 (gruppo 1)

### Altri piazzamenti
- 1ª Lega:

Secondo posto: 2022-2023 (gruppo 1)
- Seconda Lega interregionale:

Secondo posto: 2010-2011 (gruppo 1), 2016-2017 (gruppo 1)
Terzo posto: 2007-2008 (gruppo 1)